# Ordynacja Kobylnicka Twardowskich
Ordynacja Kobylnicka Twardowskich – ordynacja rodowa założona w 1859 roku, zatwierdzona przez rząd pruski w 1860, istniała do 1945 i obejmowała około 2200 hektarów. Jej siedzibą była rezydencja Kobylniki w Wielkopolsce, gdzie II ordynat wybudował w 1886 pałac w stylu neorenesansowym (Queen Ann Revival). Po 1918, na skutek złej koniunktury oraz częściowo złego zarządzania, ordynacja stopniała do 904 hektarów, ale uchodziła za jeden z najlepiej zarządzanych majątków ziemskich w Wielkopolsce. Po 1990 pałac po długoletnich procesach sądowych został wykupiony przez dawnych właścicieli, a następnie został odnowiony i urządzono w nim hotel.

## Historia i ordynaci
Ordynację kobylnicką ustanowił swoim testamentem Dobrogost Maciej Twardowski (1789-1859), wielkopolski ziemianin wyznania ewangelicko-reformowanego. Zgodnie z testamentem miała być dziedziczona na zasadzie męskiej primogenitury, najpierw przez jego syna i jego potomstwo męskie bądź żeńskie (w przypadku braku synów), potem przez potomstwo jego córki, Seweryny Lossow (1818-1897), zarówno męskie jak i żeńskie, a następnie przez potomstwo jego najmłodszej córki, Heleny Lossow (1830-1881). W każdorazowym przypadku ordynat miał nosić nazwisko Twardowski, a od dziedziczenia były wyłączone dzieci pozamałżeńskie. Ordynaci mieli też ponosić zwyczajowe opłaty na rzecz kościoła ewangelickiego w Skokach, którego byli formalnymi patronami.

## Kolejni ordynaci
- Teodor Paweł Twardowski (1820 – 1869), I ordynat, syn założyciela
- Tadeusz Twardowski (1854 – 1914) II ordynat, syn poprzedniego
- Teodor Twardowski (1882 – 1924) III ordynat, syn poprzedniego
- Tadeusz Twardowski (1911 –1985) IV ordynat, syn poprzedniego

Ordynaci i członkowie ich rodzin byli chowani na cmentarzu w Kobylnikach. Został on założony jako prywatna nekropolia – rodzina ordynatów była  mieszana wyznaniowo i miała zarówno ewangelików (do II ordynata,) jak i katolików, którzy w ten sposób mogli być chowani na jednym cmentarzu rodzinnym bez problemów ze strony duchowieństwa obu wyznań. Cmentarz ten istnieje do dzisiaj i jest dalej używany przez rodzinę Twardowskich. Z rodziną ordynatów była blisko związana Joanna Lossow, zakonnica i działaczka ekumeniczna.